# 13086 Sauerbruch
A 13086 Sauerbruch (ideiglenes jelöléssel 1992 HS4) a Naprendszer kisbolygóövében található aszteroida. Freimut Börngen fedezte fel 1992. április 30-án.